# Slaget vid Brienne
Slaget vid Brienne var ett slag 24 januari 1814 i och kring Brienne-le-Château mellan franska och förenade rysk-preussiska trupper.
Napoleon försökte vid Brienne falla den isolerade och något underlägsne Gebhard Leberecht von Blücher i ryggen, men denna hann vidta motåtgärder. I tre kolonner angrep fransmännen Blücher. Två av dem hejdades genom ett flankanfall av Blüchers hela kavalleri, 6 000 ryttare men en trängde in i slottet. I den vilda gatustriden som följde råkade både Napoleon och Blücher i livsfara. Fransmännen segrade med Blücher kunde obehindrat dra sig tillbaka med den böhmiska armén.